# Туанку Саєд Путра (стадіон)
Стадіон «Туанку Саєд Путра» (малай. Stadium Sarawak) або «Утама»  (малай. Stadium Utama) — багатоцільовий стадіон у місті Кангар, Малайзія. В даний час використовується в основному для футбольних матчів. Стадіон вміщує 20 000 глядачів. 

## Історія
Стадіон був побудований у 1995 році спеціально для молодіжного чемпіонату світу з футболу 1997 року.